# فردریک نی
فردریک نی (انگلیسی: Frédéric Née؛ زادهٔ ۱۸ آوریل ۱۹۷۵) بازیکن سابق و مربی فوتبال اهل فرانسه است.
از باشگاه‌هایی که در آن بازی کرده‌است می‌توان به باشگاه فوتبال کان، باشگاه فوتبال المپیک لیون، باشگاه فوتبال باستیا، و باشگاه فوتبال باستیا، اشاره کرد.
وی همچنین در تیم‌های ملی فوتبال زیر ۲۱ سال فرانسه و فرانسه بازی کرده‌است.